# Sébastien Huck
Sébastien Huck, né le 9 mars 1988, est un joueur international français de beach soccer.

## Biographie

### En club
Sébastien Huck commence la pratique du football de plage au CE Palavas en 2012. Il poursuit avec le Montpellier Hérault Beach Soccer où j’ai fait ses classes. 
En 2015, le Français rejoint aussi le club suisse du BSC Lions Riviera avec qui il remporte la Challenge League et joue la Super League suisses.
En 2017, il déclare à propos du club montpellierain : « ne trouvant pas toujours mon compte ces dernières années, j’ai décidé de quitter le club à la mi-août ».  
En 2018, après avoir voulu refondre le CE Palavas Beach Soccer,, Sébastien Huck participe à la fondation du Beach Soccer Club Méditerranée avec qui il se qualifie pour la phase finale régionale d'Occitanie. L'équipe termine à la troisième place derrière le GMPBS et le MHSC, deux équipes expérimentées avec plusieurs internationaux.
En juillet 2020, toujours membre du Montpellier HBS dont il est capitaine, il s'engage aussi avec les Suisses du BSC Barracudas Biel/Bienne.

### En équipe nationale
En septembre 2014, Sébastien Huck est retenu en équipe de France de beach soccer pour les éliminatoires de la Coupe du monde de 2015. La France échoue à se qualifier.
En mars 2015, il est sélectionné pour un stage de préparation et une double confrontation contre la Hongrie,. 
En août 2020, il effectue son retour en sélection pour les deux matchs amicaux en Suisse. Lors des deux rencontres, il réduit le score en fin de partie (défaites 9-3 puis 4-3),.

## Palmarès
- Championnat de France
  - Finaliste : 2012, 2013, 2014 et 2017 avec le MHBS
  - 3e : 2019 avec le MHBS

## Statistiques en équipe nationale
| Années     | 2014 | 2015 | 2016 | 2017 | 2018 | 2019 | 2020 | Total |
| ---------- | ---- | ---- | ---- | ---- | ---- | ---- | ---- | ----- |
| Sélections | 8    | 2    | -    | -    | -    | -    | 2    | 12    |
| Sélections | 0    | 0    | -    | -    | -    | -    | 2    | 2     |